# Придорожная (Краснодарский край)
Придорожная — станица в Каневском районе Краснодарского края.
Административный центр Придорожного сельского поселения.

## География
Станица Придорожная расположена в 6 км южнее от районного центра — станицы Каневской и в 110 км от города Краснодара.

### Улицы
| - пер. Казачий, - пер. Советский, - ул. Вокзальная, - ул. Железнодорожная, - ул. Казачья, - ул. Колхозная, - ул. Коммунаров, - ул. Кооперативная, | - ул. Красная, - ул. Молодёжная, - ул. Мостовская, - ул. Партизанская, - ул. Пролетарская, - ул. Северная, - ул. Степная. |

## История
Хутор Придорожный основан в 1885 году на наделе Каневского юрта, изначально заселен 49 семьями казаков- переселенцев из станицы Старотитаровской.Хутор расположен на дороге между ст Брюховецкой и Каневской. Реки нет. Общественной земли 2463 дес. Казаки хутора проходили службу в Черноморском полку Кубанского казачьего войска и подчинялись Таманскому отделу. В 1909 году в хуторе числилось 155 дворов, где проживал 991 человек. Рождений 83, браков 17, смертей 30. В 1914 году пущена железная дорога на Краснодар, которая прошла через хутор Придорожный. В результате образована станция Придорожная и в 1915 году открыт вокзал. В 1915 году указом войскового правительства хутор Придорожный переименован в станицу Придорожную.
В хуторе был свой храм, Успенская церковь, построенная в 1901 году, деревянная, колокольня на столбах. Состав причта: 1 священник и 1 псаломщик, казенное жалование (с 1910 г.): священ. — 300 р., псал. — 100 р. Священник жил в общественном доме, а псаломщик получал от общества квартирных 60 р. Церковных школ нет. Есть Министерское начальное училище. Последним настоятелем храма был священник Петр Антониевич Танцюра, расстрелянный большевиками в 1918 году. Позже был разрушен и храм, а на его месте построен клуб. В 1995 году при поддержке местной администрации в станице начали возрождать казачество у истоков стояли  председатель Каневского районного Совета Российской оборонно спортивно-технической организации (ДОСААФ) А.Кузьменко, директор местной школы № 10 А.Мурый, жители станицы Придорожной В.Стыцюра, Д.Кощиенко, Н.Епешев и другие.  В 1996 году Каневским РОСТО (ДОСААФ) под руководством председателя А.Кузьменко при поддержке местной администрации были проведены межшкольные районные соревнования по многоборью посвященные 70-летию ОСОАВИАХИМ-ДОСААФ-РОСТО (газета Каневского района "Каневские зори"  № 159 от.09.12.1996 года).

## Население
| 2002 | 2010  |
| ---- | ----- |
| 1687 | ↗1742 |